# Bastiaan van Apeldoorn
Bastiaan van Apeldoorn (* 22. März 1970 in Groningen) ist ein niederländischer Politikwissenschaftler und Politiker.

## Leben
Apeldoorn studierte Politikwissenschaft und Internationale Beziehungen an der Universiteit van Amsterdam, wo er 1994 seinen Master-Abschluss erhielt. Er wurde am Europäischen Hochschulinstitut  in Florenz promoviert und arbeitete für insgesamt vier Jahre in Italien. Im Anschluss war er am Max-Planck-Institut für Gesellschaftsforschung in Köln tätig. Seit dem Jahr 2000 ist er an der Vrije Universiteit Amsterdam tätig, wo er am Department Political Science and Public Administration seit 2018 Professor für Globale Politische Ökonomie und Geopolitik ist. Zuvor war er am selben Ort Lecturer. Seine Arbeitsschwerpunkte verbindet er mit dem Aspekt der Macht und der Rolle von Klassen und Eliten.
Seit dem Jahr 2015 gehört Apeldoorn der Ersten Kammer der Generalstaaten an. Er ist hier einer von vier Abgeordneten der Socialistische Partij. Apeldoorn ist Vorsitzender des Senatsausschusses für Auswärtige Angelegenheiten, Verteidigung und Entwicklungszusammenarbeit und stellvertretender Vorsitzender des Senatsausschusses für europäische Angelegenheiten.

## Schriften (Auswahl)
- Transnational capitalism and the struggle over European integration, Basingstoke, Hampshire [u. a.]: Palgrave Macmillan, 2009.
- mit Henk Overbeek (Hrsg.): Neoliberalism in Crisis, Palgrave Macmillan 2012, ISBN 978-13493-3725-5.
- als Herausgeber: Contradictions and limits of neoliberal European governance. From Lisbon to Lisbon, London [u. a.]: Routledge, 2014.
- als Herausgeber: State-capital nexus in the global crisis. Rebound of the capitalist, London [u. a.]: Routledge, 2014.
- mit Naná de Graaff: American grand strategy and corporate elite networks. The open door since the end of the Cold War, Abingdon, Oxon ; New York, NY: Routledge, 2016.
- mit Jaša Veselinovič und Naná de Graaff: Trump and the Remaking of American Grand Strategy. The Shift from Open Door Globalism to Economic Nationalism, Palgrave Mcmillan, 2023.